# Krainer Wolfsmilch
Die Krainer Wolfsmilch (Euphorbia carniolica) ist eine Pflanzenart aus der Gattung Wolfsmilch (Euphorbia) in der Familie der Wolfsmilchgewächse (Euphorbiaceae).

## Beschreibung

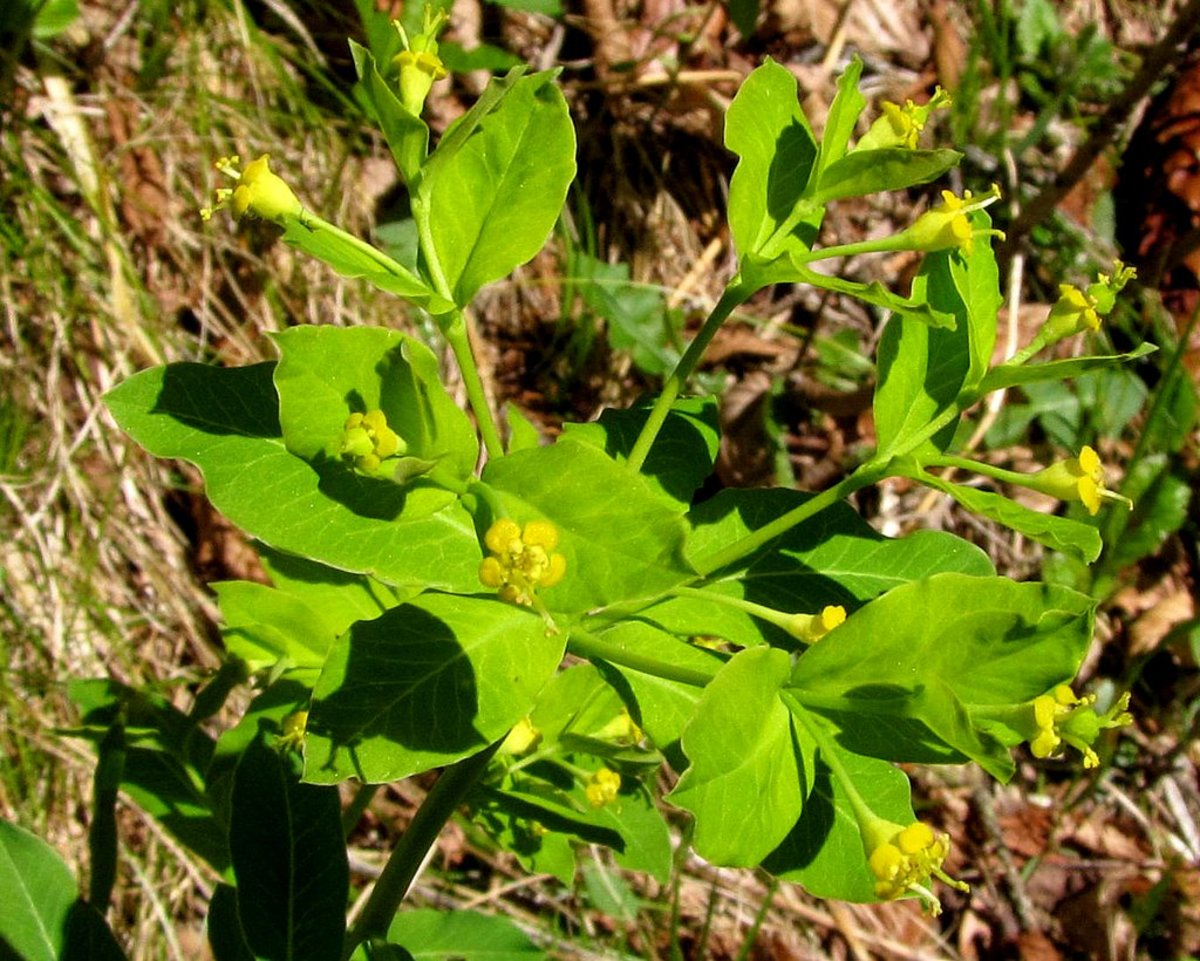
Blütenstand

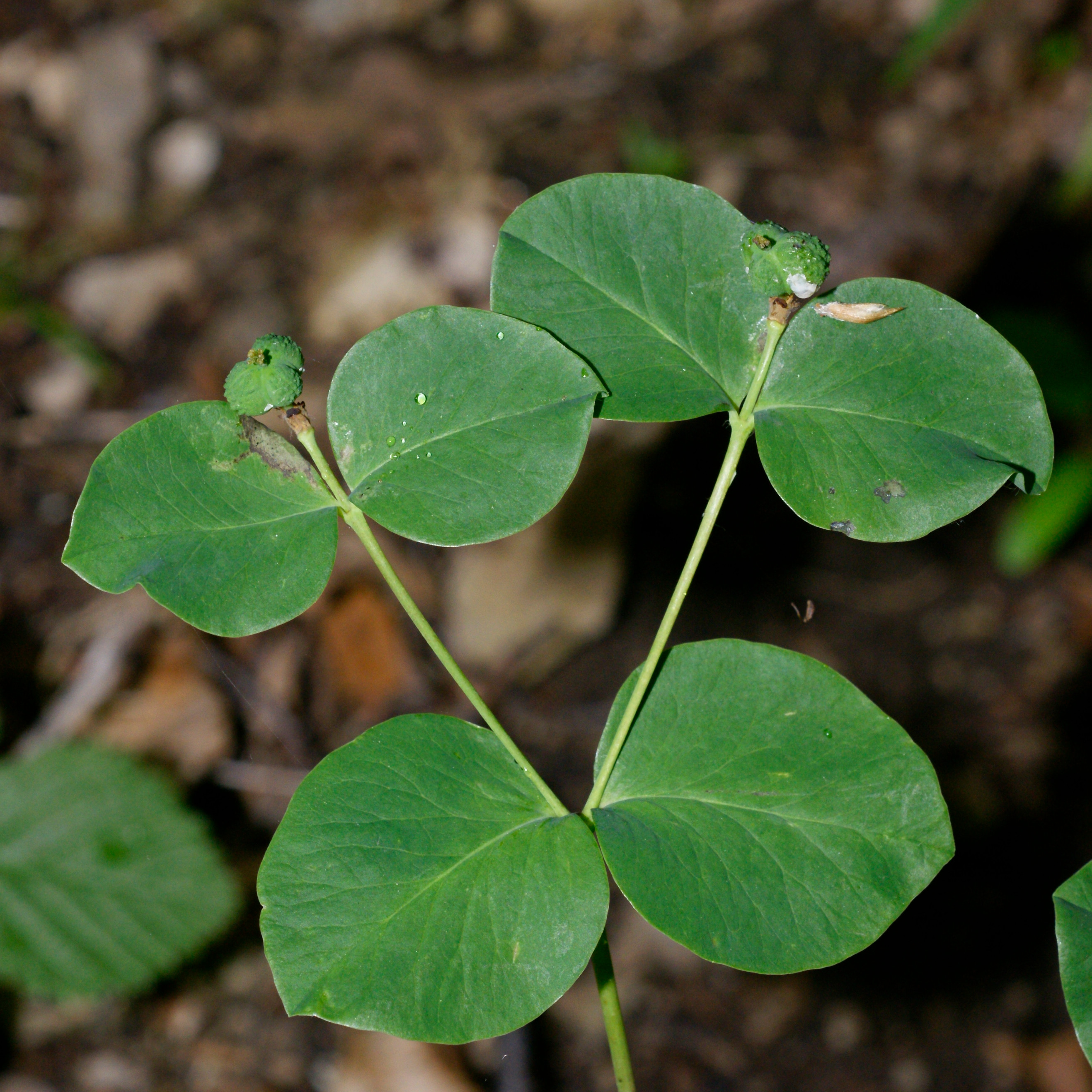
Fruchtansätze

### Vegetative Merkmale
Die Krainer Wolfsmilch ist eine Milchsaft führende, mehrstängelige, ausdauernde krautige Pflanze mit holzigem, kriechendem „Wurzelstock“, die Wuchshöhen von 20 bis 40 cm erreicht. Die wechselständig angeordneten, hellgrünen Laubblätter sind bei einer Länge von 4 bis 7 Zentimetern und einer Breite von 10 bis 16 Millimetern spitz-elliptisch bis lanzettlich und die Unterseite ist kahl oder behaart. Sie sind mit verschmälertem Grund sitzend oder kurz gestielt.

### Generative Merkmale
Die Blütezeit reicht von April bis Juni. Unter den Blütenständen sind jeweils die zwei obersten Blätter gegenständig, aber nicht miteinander verwachsen, aber auffällig grünlich bis goldgelb gefärbt. Der Gesamtblütenstand ist drei- bis fünfstrahlig. Diese Strahlen sind mindestens einmal gabelig verzweigt. Es sind Scheinblüten (Cyathien) mit vier breit-elliptischen, braungelben Drüsen und locker langhaarigem Becher vorhanden, in deren Inneren zahlreiche Staubblätter und ein herausragender, dreigriffeliger Fruchtknoten sitzen. Diese Cyathien sind meist 5 bis 13 Millimeter lang gestielt. Die Kapselfrucht ist 5 Millimeter lang und außen mit zerstreuten halbkugeligen Warze besetzt.

### Ähnliche Arten
Die ähnliche Mandelblättrige Wolfsmilch (Euphorbia amygdaloides) ist anhand der verwachsenen obersten Hüllblätter zu unterscheiden.

## Vorkommen
Euphorbia carniolica ist von Norditalien über die Ostschweiz bis Südtirol ostwärts bis Ungarn  und zur Ukraine verbreitet. Sie hat Vorkommen in den Ländern Italien, Schweiz, Österreich, Polen, der früheren Tschechoslowakei, Ungarn, im früheren Jugoslawien, Griechenland, Rumänien und in der Ukraine. In Deutschland fehlt die Art. Sie ist in Laubwäldern und an sonnigen Abhängen zu finden und steigt in Tirol bis 1900 Meter und in der Schweiz bis 1300 Meter Meereshöhe auf. In Österreich kommt sie in Tirol und Kärnten in Weißbriach bei Hermagor und in der Schweiz in Graubünden und im Tessin vor.
Die ökologischen Zeigerwerte nach Landolt et al. 2010 sind in der Schweiz: Feuchtezahl F = 2+ (frisch), Lichtzahl L = 2 (schattig), Reaktionszahl R = 3 (schwach sauer bis neutral), Temperaturzahl T = 4 (kollin), Nährstoffzahl N = 3 (mäßig nährstoffarm bis mäßig nährstoffreich), Kontinentalitätszahl K = 4 (subkontinental).